# Campeonato Capixaba de Futebol de 2015 - Série B
A Série B do Campeonato Capixaba de Futebol de 2015, foi uma competição de futebol realizada no Espírito Santo, equivalente à segunda divisão. Teve início em 14 de março e término em 13 de junho. Participariam do certame inicialmente doze equipes, mas seis, sendo elas Aracruz, Cachoeiro, Colatina, Conilon, Serra e Unidos de Calçado, desistiram da disputa.
O Espírito Santo tornou-se campeão pela primeira vez e garantiu vaga na Série A de 2016 junto com o Doze.

## Regulamento
A disputa do torneio de 2015 foi análoga ao ano anterior, sendo composta por duas fases. O campeão ganha direito de disputar o Capixabão de 2016, assim como o vice-campeão.
Primeira Fase
Na Primeira Fase, as seis equipes e enfrentaram em turno e returno. Os quatro melhores colocados disputam o Quadrangular Final.
Quadrangular Final
No quadrangular, as quatro equipes classificados se enfrentaram em turno e returno, sendo declarado campeão o time com maior número de pontos após a sua conclusão. Ao final, os dois primeiros times ascendem à Série A de 2016.

### Critérios de desempate
Os critérios de desempate foram aplicados na seguinte ordem:
1. Maior número de vitórias
2. Maior saldo de gols
3. Maior número de gols pró (marcados)
4. Confronto direto
5. Menor número no somatório de cartões vermelhos (3 pontos cada) e cartões amarelos (1 ponto cada)
6. Sorteio

## Equipes participantes
| Equipe               | Cidade                  | Em 2014        | Estádio                     | Capacidade | Títulos (mais recente) |
| -------------------- | ----------------------- | -------------- | --------------------------- | ---------- | ---------------------- |
| Aracruz[a]           | Aracruz                 | 10º (Série A)  | Bambu                       | 2 400      | 2 (2010)               |
| Cachoeiro[b]         | Cachoeiro de Itapemirim | 5º (Série B)   | Moreira Rebello             | 5 500      | 1 (2000)               |
| Colatina[c]          | Colatina                | 8º (série A)   | Justiniano de Mello e Silva | 5 000      | 1 (2013)               |
| Conilon[d]           | Jaguaré                 | 9º (série A)   | Conilon                     | 2 664      | 1 (2011)               |
| Doze                 | Vitória                 | Estreante      | Salvador Costa              | 3 000      | 0 (não possui)         |
| Espírito Santo       | Vitória                 | Não Participou | Salvador Costa              | 3 000      | 0 (não possui)         |
| ESSE                 | Colatina                | Não Participou | José Olímpio da Rocha[g]    | 3 200      | 1 (2002)               |
| GEL                  | Serra                   | 7º (série B)   | Robertão                    | 2 400      | 0 (não possui)         |
| Serra[e]             | Serra                   | 4º (série B)   | Robertão                    | 2 400      | 1 (1997)               |
| Tupy                 | Vila Velha              | 6º (série B)   | Gil Bernardes               | 2 000      | 1 (2001)               |
| Unidos de Calçado[f] | São José do Calçado     | 8º (série B)   | Ernesto da Fonseca          | 1 998      | 0 (não possui)         |
| Vilavelhense         | Vila Velha              | Não participou | Gil Bernardes               | 2 000      | 1 (2003)               |

OBS:
- a. ^  O Aracruz desistiu da disputa da Série A de 2014 e foi automaticamente rebaixado à Série B, porém também não se inscreveu na competição.[6]

- b. ^  O Cachoeiro desistiu da competição por falta de recursos financeiros. Como desistiu da competição com a tabela já divulgada, o time fica suspenso por dois anos.[7]

- c. ^  O Colatina desistiu da disputa da Série A de 2014 por falta de recursos financeiros e foi automaticamente rebaixado à Série B. Posteriormente, o clube anunciou seu licenciamento e sua desistência do campeonato.[8]

- d. ^  O Conilon desistiu da Série A de 2014 por falta de recursos financeiros e por irregularidades administrativas e foi automaticamente rebaixado à Série B, porém também não se inscreveu na competição.[9]

- e. ^  O Serra desistiu da competição por falta de recursos financeiros.

- f. ^  O Unidos de Calçado desistiu da competição alegando que não teria condição de disputar o torneio por falta de patrocínios.

- g. ^  O ESSE mandou seus jogos no Estádio José Olímpio da Rocha, em Águia Branca.

## Primeira Fase
|  | v d e |

| Pos | Times          | Pts | J  | V | E | D | GP | GC | SG | %     | M       | Classificação ou rebaixamento      |
| --- | -------------- | --- | -- | - | - | - | -- | -- | -- | ----- | ------- | ---------------------------------- |
| 1   | Espírito Santo | 26  | 10 | 8 | 2 | 0 | 21 | 6  | 15 | 86,7% | Estável | Classificado ao Quadrangular Final |
| 2   | Doze           | 18  | 10 | 5 | 3 | 2 | 10 | 7  | 3  | 60%   | Estável | Classificado ao Quadrangular Final |
| 3   | Tupy           | 11  | 10 | 3 | 2 | 5 | 15 | 16 | -1 | 36,7% | Estável | Classificado ao Quadrangular Final |
| 4   | GEL            | 10  | 10 | 3 | 1 | 6 | 9  | 15 | -6 | 33,3% | Estável | Classificado ao Quadrangular Final |
| 5   | ESSE           | 9   | 10 | 2 | 3 | 5 | 11 | 16 | -5 | 30%   | Estável |                                    |
| 6   | Vilavelhense   | 8   | 10 | 1 | 5 | 4 | 9  | 15 | -6 | 26,7% | Estável |                                    |

### Resultados
|                | DOZ | ESA | ESS | GEL | TUP | VIL |
| -------------- | --- | --- | --- | --- | --- | --- |
| Doze           | —   | 2-2 | 3-1 | 1-0 | 1-0 | 0-0 |
| Espírito Santo | 2-0 | —   | 1-0 | 3-0 | 4-1 | 1-0 |
| ESSE           | 0-1 | 1-3 | —   | 1-2 | 2-1 | 2–2 |
| GEL            | 0-1 | 0-2 | 1–1 | —   | 1-3 | 0-1 |
| Tupy           | 1-0 | 0-1 | 2-2 | 1-3 | —   | 5-1 |
| Vilavelhense   | 1–1 | 2-2 | 0-1 | 1-2 | 1-1 | —   |

## Quadrangular Final
|  | v d e |

| Pos | Times          | Pts | J | V | E | D | GP | GC | SG  | %    | M       | Classificação ou rebaixamento      |
| --- | -------------- | --- | - | - | - | - | -- | -- | --- | ---- | ------- | ---------------------------------- |
| 1   | Espírito Santo | 16  | 6 | 5 | 1 | 0 | 16 | 5  | 11  | 88,9 | Estável | Zona de Promoção à Série A de 2016 |
| 2   | Doze           | 11  | 6 | 3 | 2 | 1 | 6  | 3  | 3   | 61,1 | Estável | Zona de Promoção à Série A de 2016 |
| 3   | Tupy           | 5   | 6 | 1 | 2 | 3 | 8  | 12 | -4  | 27,8 | Estável |                                    |
| 4   | GEL            | 1   | 6 | 0 | 1 | 5 | 3  | 13 | -10 | 5,6  | Estável |                                    |

### Resultados
|                | DOZ | ESA | GEL | TUP        |
| -------------- | --- | --- | --- | ---------- |
| Doze           | —   | 0-0 | 3-0 | 2-1        |
| Espírito Santo | 2-0 | —   | 3-1 | 5-3        |
| GEL            | 0-1 | 1-2 | —   | 0-3 (W.O.) |
| TUP            | 1-1 | 0-4 | 1–1 | —          |